# باغ گیاه‌شناسی بوگور
باغ گیاه‌شناسی بوگور (اندونزیایی: Kebun Raya Bogor) یک باغ گیاه‌شناسی واقع در بوگور اندونزی است که در فاصله ۶۰ کیلومتری جاکارتا، پایتخت این کشور، قرار دارد.
این باغ قدیمی‌ترین باغ گیاه‌شناسی جنوب شرق آسیا است.